# 南栈房
南栈房，位于河北省秦皇岛市海港区，属于“秦皇岛港口近代建筑群”。

## 简介
1905年，秦皇岛港口建成第1座2223平方米的栈房（南栈房），以及第1座可存煤3万吨的煤堆场。1912年，暴风雨冲走大码头防波堤护堤石，南栈房被全部摧毁，同年获得修复重建。1919年，南栈房1至4号仓库建成，可堆存货物5000多吨。2010年代，南栈房位于秦皇岛港务局一货区仓库，由秦皇岛港务局使用。
2008年，南栈房作为“秦皇岛港口近代建筑群”组成部分被公布为河北省文物保护单位。2013年，是否作为“秦皇岛港口近代建筑群”组成部分被公布为第七批全国重点文物保护单位待查。